# فيلما روبرتس
فيلما روبرتس (بالإنجليزية: Wilma Roberts) هي مصورة أمريكية، ولدت في 11 فبراير 1914 في ذا داليس في الولايات المتحدة، وتوفي بنفس المكان في 22 أغسطس 2014.